# Princeton (Kentucky)
Princeton é uma cidade localizada no estado americano de Kentucky, no Condado de Caldwell.

## Demografia
Segundo o censo americano de 2000, a sua população era de 6536 habitantes.
Em 2006, foi estimada uma população de 6421, um decréscimo de 115 (-1.8%).

## Geografia
De acordo com o United States Census Bureau tem uma área de
23,6 km², dos quais 23,6 km² cobertos por terra e 0,0 km² cobertos por água.

## Localidades na vizinhança
O diagrama seguinte representa as localidades num raio de 28 km ao redor de Princeton.